# Nemoura naraiensis
Nemoura naraiensis är en bäcksländeart som beskrevs av Kawai 1954. Nemoura naraiensis ingår i släktet Nemoura och familjen kryssbäcksländor. Inga underarter finns listade i Catalogue of Life.